# Dekanat Augustów – św. Bartłomieja Apostoła
Dekanat Augustów – św. Bartłomieja Apostoła – jeden z 22 dekanatów w rzymskokatolickiej diecezji ełckiej.

## Parafie
W skład dekanatu wchodzi 7 parafii:
- Augustów – parafia Miłosierdzia Bożego
- Augustów – parafia Najświętszego Serca Pana Jezusa
- Augustów – parafia św. Jana Chrzciciela
- Janówka – parafia Zwiastowania Najświętszej Maryi Pannie
- Kolnica – parafia św. Maksymiliana Kolbego
- Białobrzegi – ośrodek duszpasterski św. Siostry Faustyny Kowalskiej
- Żarnowo Drugie – parafia Narodzenia Najświętszej Maryi Panny

## Sąsiednie dekanaty
Augustów – MB Królowej Polski, Ełk – Miłosierdzia Bożego, Lipsk, Rajgród, Suwałki – Ducha Świętego